# Caxangá (chapéu)

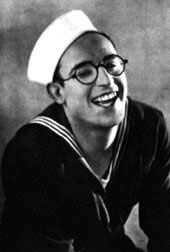
O ator Harold Lloyd vestido de marinheiro.

Caxangá é uma peça utilizada no uniforme dos marinheiros, como cobertura para a cabeça. Não se sabe ao certo o período em que começou a ser utilizado e nem sua origem, entretanto, praticamente todas as marinhas fazem uso desta peça de uniforme, denotando a força da tradição.

## Descrição
É uma espécie de chapéu, um gorro branco, em tecido de algodão, com as abas para cima. Muito empregado durante as fainas marinheiras, é tido como parte do uniforme de serviço do marinheiro.